# Stodoły-Kolonie
Stodoły-Kolonie – wieś w Polsce, położona w województwie świętokrzyskim, w powiecie opatowskim, w gminie Wojciechowice. Leży przy drodze krajowej nr 74. 
| SIMC    | Nazwa      | Rodzaj    |
| ------- | ---------- | --------- |
| 0810390 | Kresy      | część wsi |
| 0810408 | Podkoszyce | część wsi |

W latach 1975–1998 miejscowość administracyjnie należała do województwa tarnobrzeskiego.